# Paralelo 10 norte
El paralelo 10 Norte es un paralelo que está 10 grados al norte del plano ecuatorial de la Tierra.
Comenzando en el meridiano de Greenwich en la dirección este, el paralelo 10° Norte pasa sucesivamente por:
| País, territorio o mar               | Notas |  |
| ------------------------------------ | --- |  |
| Ghana                                | |  |
| Togo                                 | |  |
| Benín                                | |  |
| Nigeria                              | |  |
| Camerún                              | |  |
| Chad                                 | |  |
| República Centroafricana             | |  |
| Sudán                                | |  |
| Etiopía                              | |  |
| Somalia                              | Incluyendo a Somalilandia |  |
| Océano Índico                        | Mar Arábigo, pasando entre Kalpeni y Minicoy en las islas Laquedivas, de la India                                                                                        |  |
| India                                | |  |
| Océano Índico                        | Bahía de Bengala Pasa entre Pequeña Andamán y Car Nicobar en las Islas Andamán y Nicobar, de la India Mar de Andamán                                                     |  |
| Birmania (Birmânia)                  | Zadetkyi Kyun en el Archipiélago de Mergui, y el punto más meridional del continente en Mianmar                                                                          |  |
| Tailandia                            | |  |
| Océano Pacífico                      | Golfo de Tailandia |  |
| Vietnam                              | |  |
| Mar de la China Meridional           | Pasa por las Islas Spratly, disputadas entre China y Vietnam |  |
| Filipinas                            | Isla de Palawan |  |
| Mar de Sulu                          | |  |
| Filipinas                            | Islas de Negros, Cebú, Bohol, Leyte, Dinagat y Siargao |  |
| Océano Pacífico                      | Mar de las Filipinas |  |
| Micronesia                           | Pasa en Ulithi |  |
| Océano Pacífico                      | |  |
| Islas Marshall                       | Pasa al norte del Atolón Ujelang, al sur del Atolón Wotho, y atraviesa el Atolón Likiep                                                                                  |  |
| Océano Pacífico                      | |  |
| Costa Rica                           | Provincia de Heredia y Puerto Limón |  |
| Mar Caribe                           | |  |
| Colombia                             | Sucre (pasando por Coveñas y Sincelejo), Bolívar (pasando por Mompox), Magdalena, Cesar y Norte de Santander (límites entre Colombia y Venezuela; región del Catatumbo). |  |
| Venezuela                            | Delta Amacuro, Monagas, Anzoátegui, Guárico, Aragua, Carabobo, Cojedes, Yaracuy, Lara, Trujillo, Zulia (incluyendo el Lago de Maracaibo).                                |  |
| Océano Atlántico                     | |  |
| Guinea                               | |  |
| Frontera entre Guinea y Sierra Leona | |  |
| Guinea                               | |  |
| Costa de Marfil                      | |  |
| Burkina Faso                         | |  |
| Ghana                                | |  |